# Distrito de Börde
El distrito de Börde es uno de los once distritos que, junto con las tres ciudades independientes de Dessau, Halle y Magdeburgo, forman el estado alemán de Sajonia-Anhalt. Limita al norte con los distritos de Altmark-Salzwedel y Stendal, al este con los distritos de Comarca de Jerichow y Salzland y la ciudad de Dessau, al sur con el distrito de Harz y al oeste con el estado de Baja Sajonia. Su capital es la ciudad de Haldensleben.
Tiene un área de 1413 km², una población a finales de 2016 de 184 081 habs. y una densidad de población de 130 hab/km².

## Historia
El distrito fue formado en la reforma del año 2007 a partir de los antiguos distritos de Ohre y Börde.

## Ciudades y municipios
1. Haldensleben
2. Oebisfelde-Weferlingen
3. Oschersleben
4. Wanzleben-Börde
5. Wolmirstedt
6. Barleben
7. Hohe Börde
8. Niedere Börde
9. Sülzetal